# Veterans Stadium
Das Veterans Stadium war ein Stadion im South Philadelphia Sports Complex in Philadelphia, Pennsylvania. Das Stadion gehörte der Stadt Philadelphia und wurde von 1971 bis 2003 vom MLB-Team Philadelphia Phillies und von 1971 bis 2002 gleichzeitig vom NFL-Team Philadelphia Eagles als Heimstätte genutzt.

## Geschichte
Zehn Jahre nach dem Wegzug der Philadelphia Athletics und aus Angst ein weiteres Profiteam zu verlieren, bewilligten die Bürger von Philadelphia 1964 insgesamt 25 Mio. US-Dollar, um den baufälligen Shibe Park und das Franklin Field zu ersetzen. Der Bau musste 1967 wegen Budgetüberschreitungen noch einmal an den Urnen bestätigt werden. Mit Gesamtkosten von 50 Mio. US-Dollar war es eines der teuersten Stadien zu dieser Zeit. 1968 wurde das Stadion vom Stadtrat zu Ehren der Veteranen aller Kriege in Veterans Stadium benannt.
Die Phillies spielten ihr erstes Spiel im Veterans Stadium am 10. April 1971 und gewannen vor 55.352 Zuschauern gegen die Montreal Expos mit 4–1.
Das letzte Footballspiel im Veterans Stadium fand am 19. Januar 2003 statt. Die Eagles verloren gegen die Tampa Bay Buccaneers mit 10–27. Im August 2003 zogen die Eagles ins neu gebaute Footballstadion Lincoln Financial Field. Das letzte Spiel im Stadium hatten die Phillies, die am 28. September 2003 gegen die Atlanta Braves mit 2–5 verloren. Seit 2004 spielen die Phillies nun im Citizens Bank Park, einem reinen Baseballstadion, das 400 m östlich des Veterans Stadium gebaut wurde.

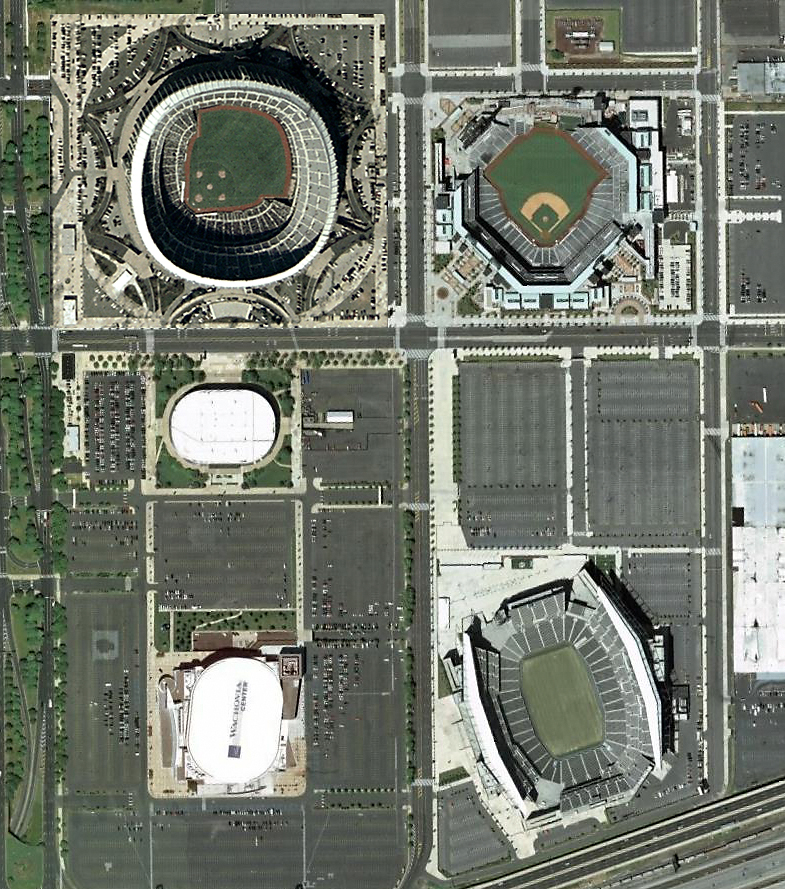
South Philadelphia Sports Complex mit den mittlerweile abgerissenen Veterans Stadium (oben links) und Wachovia Spectrum (darunter) und den neu gebauten Citizens Bank Park (oben rechts), Lincoln Financial Field (unten rechts) und Wachovia Center (unten links)

Am 21. März 2004 wurde mit dem Abbruch des Veterans Stadium begonnen. Heute liegen an der Stätte Parkplätze. Am 6. Juni 2005, dem Jahrestag des D-Day des Zweiten Weltkriegs, wurde eine Gedenktafel und ein Denkmal an der Stelle, wo das Stadion früher gestanden hatte, eingeweiht.

## Veranstaltungen

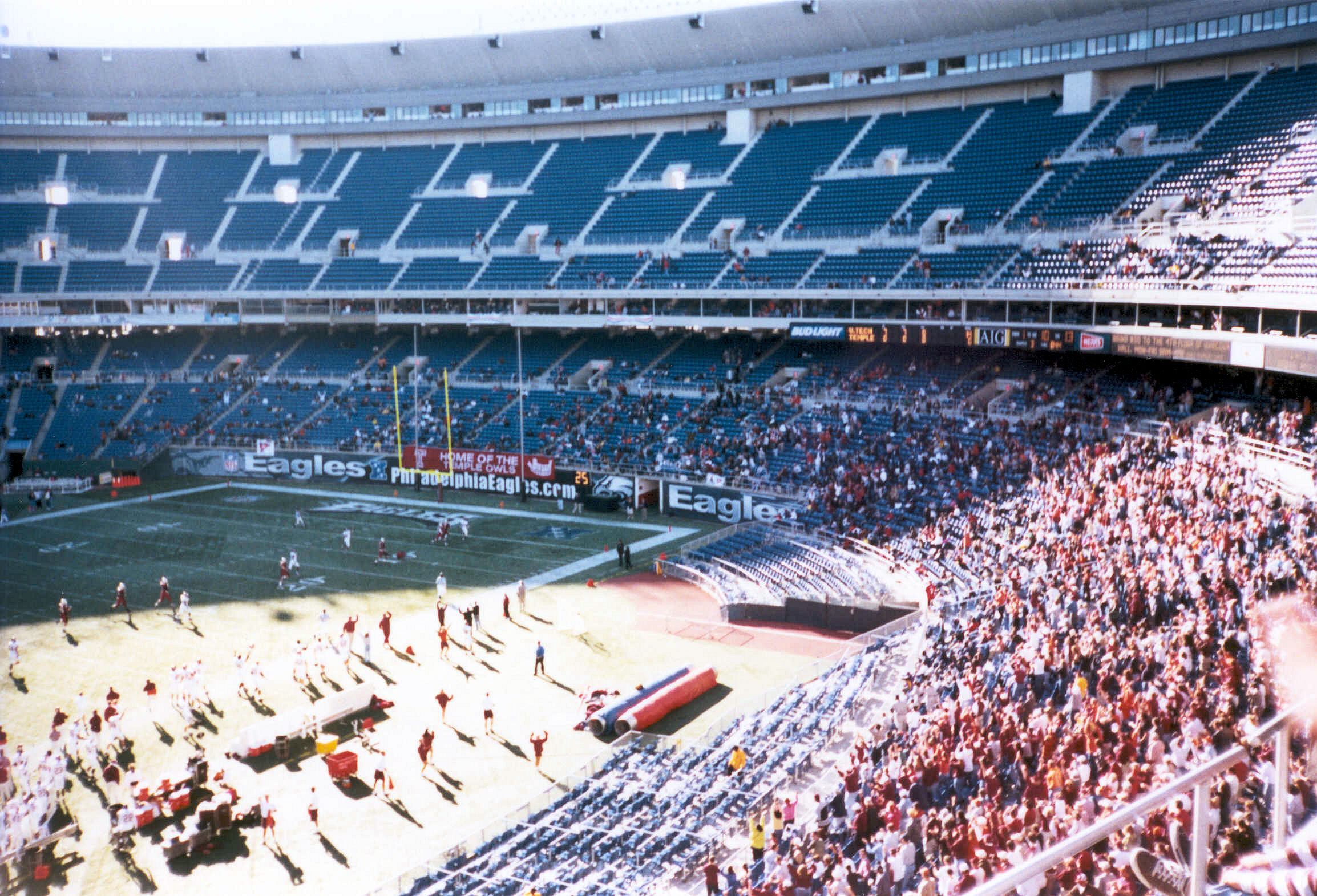
Virginia Tech gegen Temple University

1976 und 1996 wurde das MLB All-Star Game im Veterans Stadium ausgetragen. Ebenso das jährliche Football-Derby zwischen der Army und der Navy wurde von 1976 bis 2001 insgesamt 17 Mal hier ausgetragen. Des Weiteren fand eine Vielzahl Konzerte unter anderem von The Rolling Stones, Genesis, Bruce Springsteen, U2 und Pink Floyd im Stadion statt. Auch einige religiöse Veranstaltungen wurden durchgeführt, von der jährlichen Kongressen der Zeugen Jehovas bis zu evangelistischen Großveranstaltungen von Billy Graham.
Das Football-Team der Temple University spielte seine Heimspiele von 1978 bis 2002 ebenso im Veterans Stadium. Wie die Eagles spielen sie nun in Lincon Financial Field.
Der Hochseilartist Karl Wallenda überquerte das Spielfeld 1972 und 1976 jeweils ungesichert auf einem Seil. Bei seinem zweiten Auftritt trug der bereits 71-Jährige eine Baseballkappe und eine Balancierstange mit einer Fahne anlässlich 200 Jahren Unabhängigkeitserklärung.